# Волкотруб Віталій Юрійович
Віта́лій Ю́рійович Волкотру́б (нар. 5 червня 1986 — 29 серпня 2014) — молодший сержант Збройних сил України, учасник російсько-української війни.

## Короткий життєпис
Народився 1986 року в місті Бобринець (Кіровоградська область). Закінчив Кропивницький обласний навчально-виховний комплекс. Входив до складу Бобринецього осередку Спілки Української Молоді в Україні. Працював у ВАТ «Бобринецька сільгосптехніка» та в газеті «Честь хлібороба» Бобринецького РВО «Новий день». У жовтні 2007 року призваний на військову службу; виявив бажання служити за контрактом.
У часі війни — командир відділення—начальник радіостанції відділення управління загону спеціального призначення 3-го окремого полку спецпризначення ГУР МО.
Загинув у бою під Іловайськом під час виходу з оточення до села Червоносільське «зеленим коридором», який було обстріляно російськими збройними формуваннями.
3 вересня 2014-го тіло Віталія Волкотруба разом з тілами 96 інших загиблих у Іловайському котлі привезено до дніпропетровського моргу. Упізнаний бойовими товаришами та родиною.
Залишилися мама, дружина, син 2008 р.н.

## Нагороди та вшанування
За особисту мужність і героїзм, виявлені у захисті державного суверенітету та територіальної цілісності України, вірність військовій присязі під час російсько-української війни, відзначений — нагороджений
- 14 березня 2015 року — орденом «За мужність» III ступеня (посмертно)[2]
- біля центрального входу в Кропивницький обласний навчально-виховний комплекс відкрито пам'ятну дошку випускнику Віталію Волкотрубу
- серпнем 2015 року Світова Управа Спілки Української Молоді надала найвищу відзнаку — «Залізний Хрест»
- Його портрет розміщений на меморіалі «Стіна пам'яті полеглих за Україну» у Києві: секція 3, ряд 9, місце 24
- Вшановується 29 серпня на щоденному ранковому церемоніалі вшанування українських захисників, які загинули цього дня у різні роки внаслідок російської збройної агресії[3]
- Іловайський Хрест (посмертно)
- «Залізний хрест заслуги» Спілки української молоді (2015; посмертно)[4]